# Tetragnatha exigua
Tetragnatha exigua är en spindelart som beskrevs av Arthur M. Chickering 1957. Tetragnatha exigua ingår i släktet sträckkäkspindlar, och familjen käkspindlar.
Artens utbredningsområde är Jamaica. Inga underarter finns listade i Catalogue of Life.